# Vlaketunnel

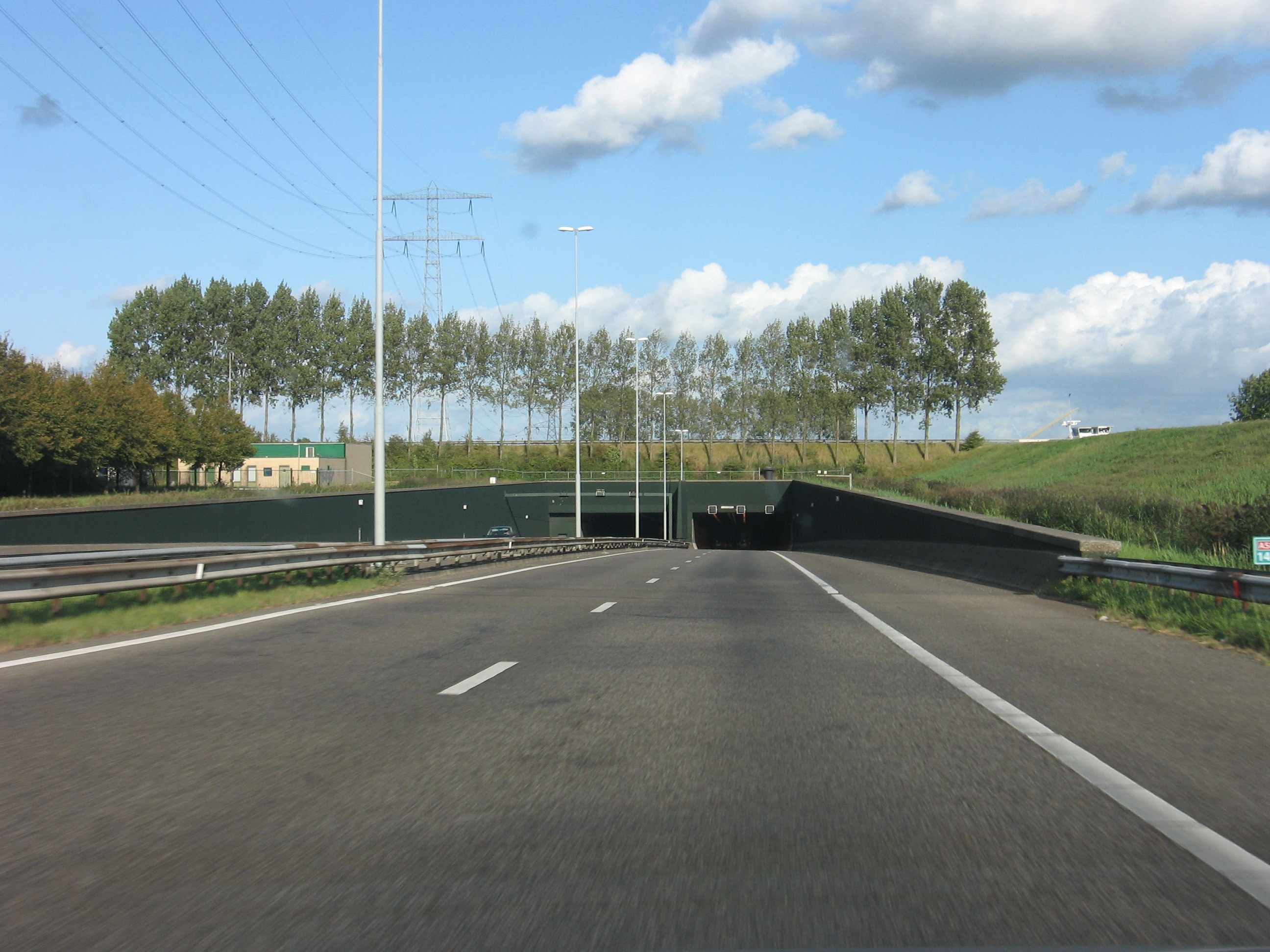
Westliche Einfahrt

Der Vlaketunnel ist ein zweiröhriger Autobahntunnel in der niederländischen Provinz Zeeland. Der Tunnel ist Teil der A58 von Eindhoven nach Vlissingen. Die Tunnelplanungen begannen in den 1960er Jahren, weil mit einer Zunahme des Schiffsverkehrs auf dem Kanal durch Zuid-Beveland gerechnet wurde und eine Brückenkonstruktion dafür zu aufwändig gewesen wäre. 1972 wurde mit dem Bau begonnen und 1976 wurde der Tunnel eröffnet. Im Jahr 2010 wurde der Tunnel saniert.
Der Tunnel hat eine Gesamtlänge von 774 m, dabei hat der eigentliche Tunnelteil eine Länge von 327 m. Die restlichen 450 m entfallen auf Ein- und Ausfahrt. Die Breite des Tunnels beträgt 29,80 m.
Koordinaten: 51° 28′ 2″ N, 4° 0′ 22″ O